# Parque nacional De Meinweg
El parque nacional De Meinweg (en neerlandés: Nationaal Park De Meinweg) es un parque nacional en Limburgo, en los Países Bajos. Se trata de un espacio protegido de 1.800 hectáreas y que fue establecido en el año 1995.
En 2002 pasó a formar parte del parque de Maas-Swalm-Nette, un área protegida transfronteriza en la frontera alemana - holandesa, que abarca 10 000 hectáreas.

## Imágenes

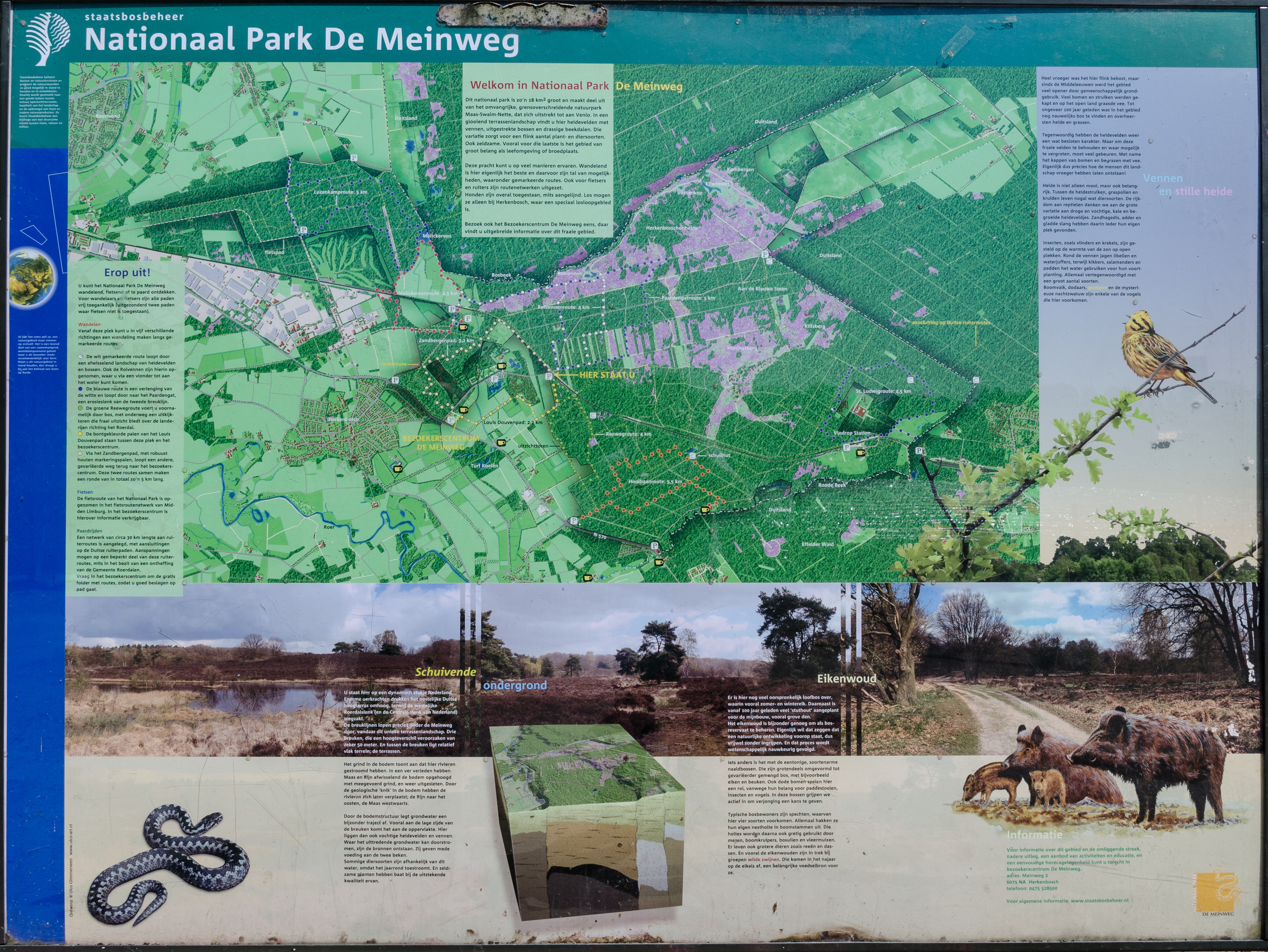
Mapa en holandés.
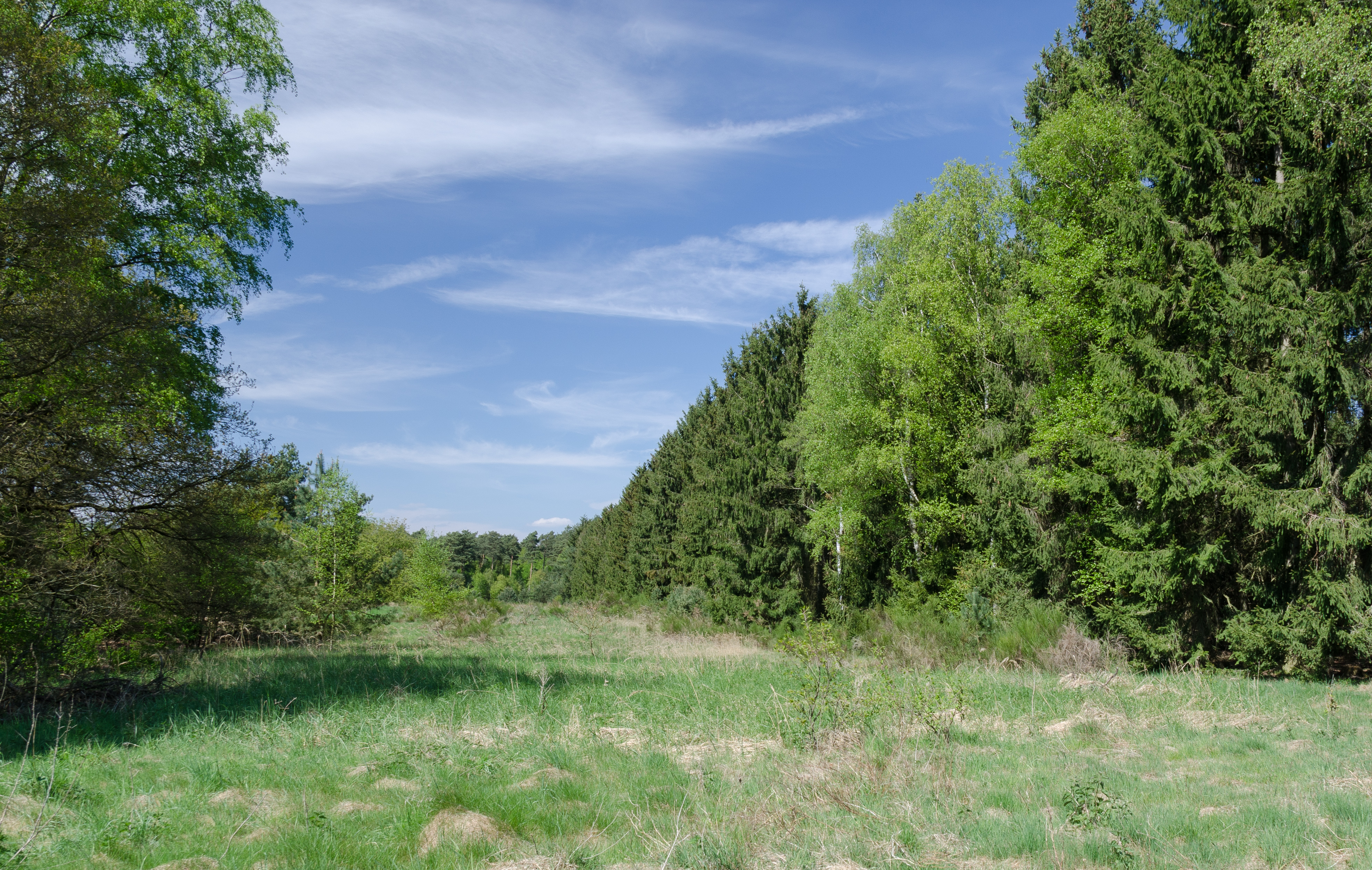
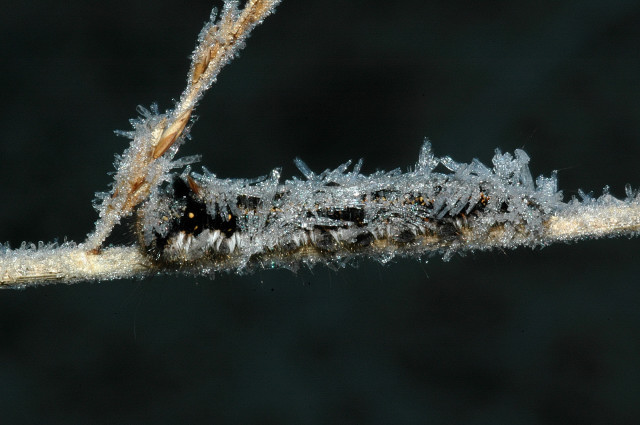
Larva de Euthrix potatoria hibernando.
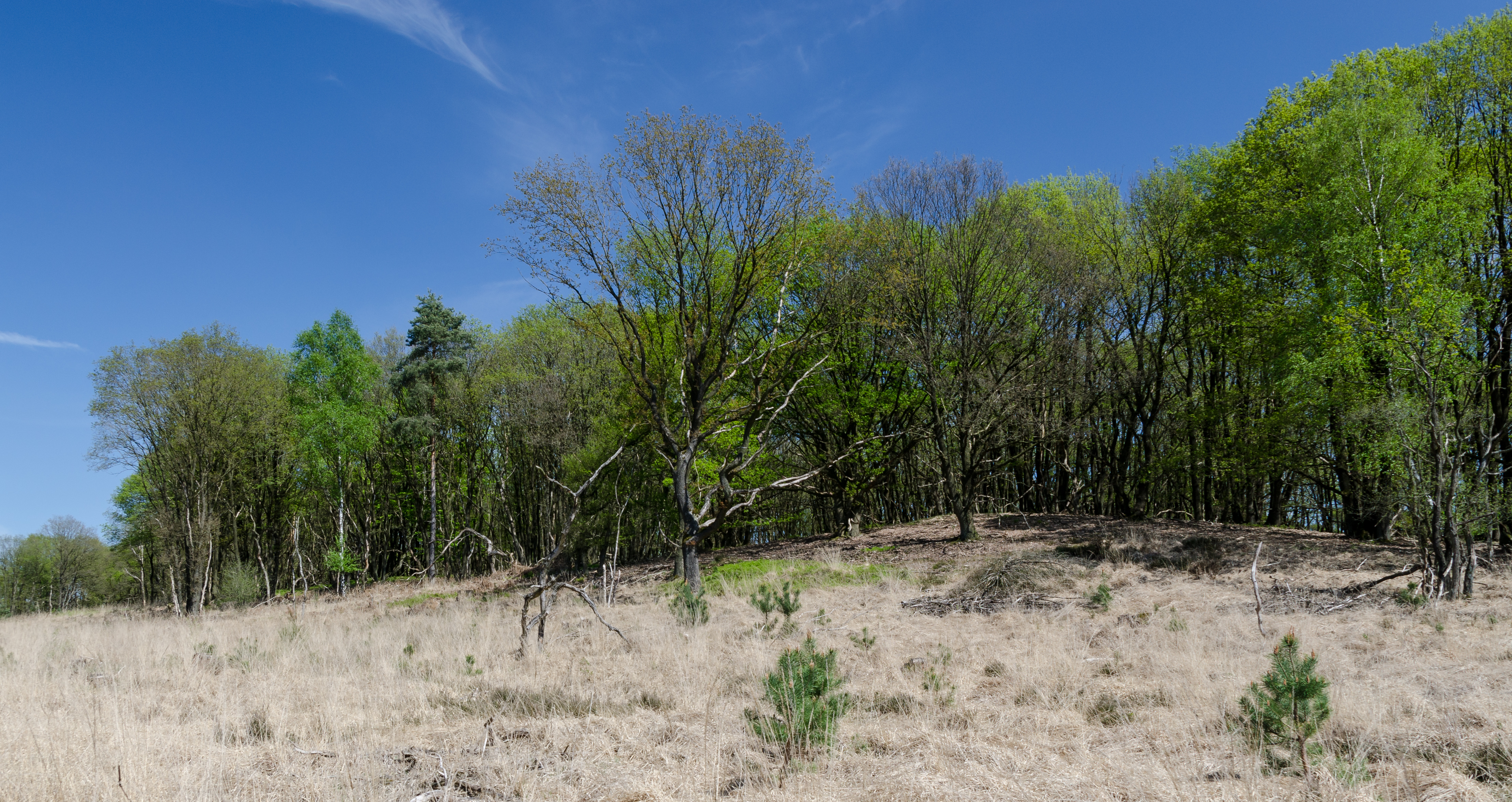
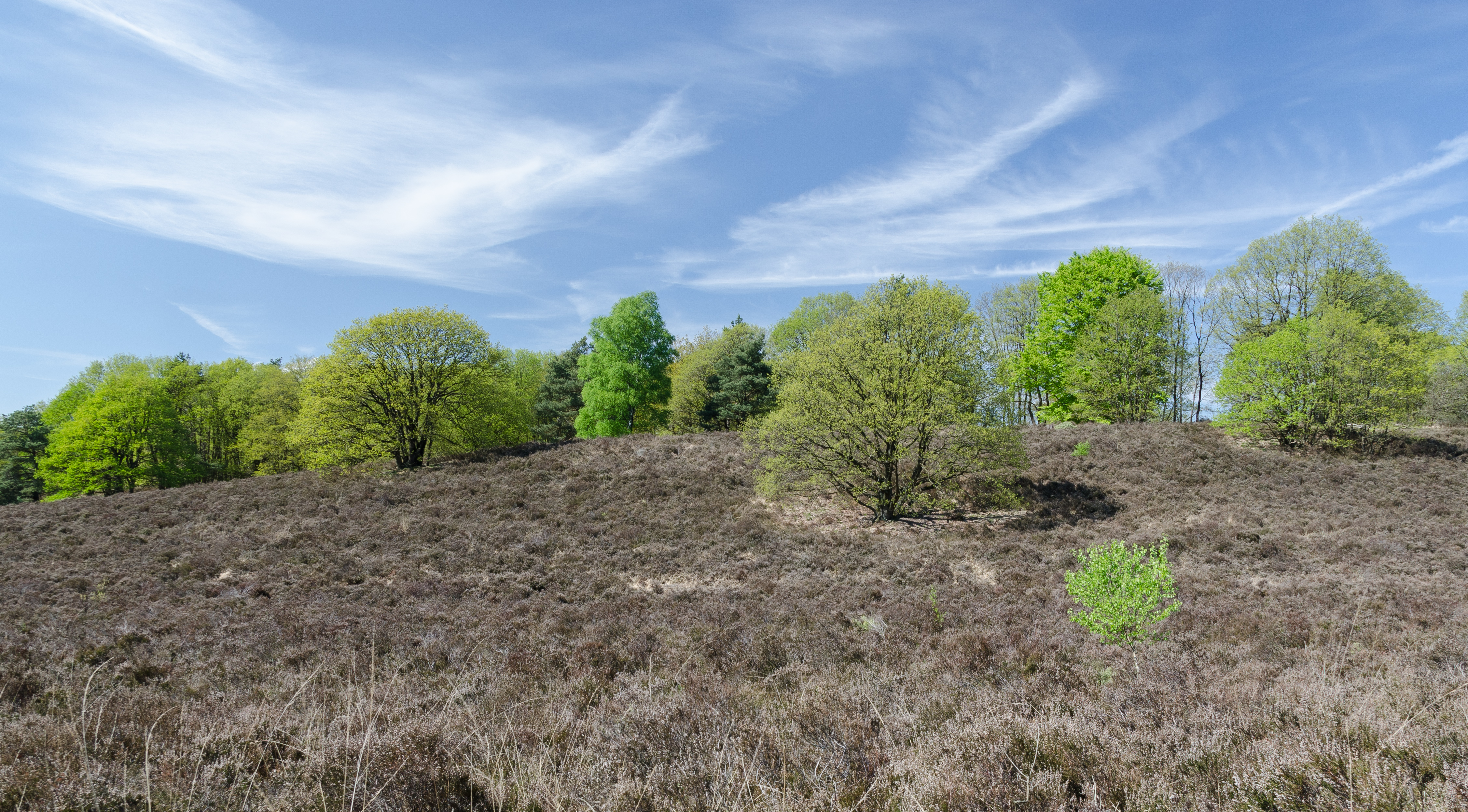